# Neomammillaria phymatothele
Neomammillaria phymatothele là một loài thực vật có hoa trong họ Cactaceae. Loài này được (A. Berger) Britton & Rose mô tả khoa học đầu tiên năm 1923.